# کمق
کمق یک روستا در ایران است که در دهستان سنجبد جنوبی واقع شده‌است.